# دراسات إنسانية متكاملة
الدراسات الإنسانية المتكاملة عبارة عن مجال تعليمي ناشئ يزود الناس بالمعارف والكفاءات من خلال مجموعة من الأنظمة التي تتيح لهم القدرة على التعامل مع التحديات التي تواجه البشر في هذا القرن. وهي تختلف عن المبادرات التعليمية متعددة التخصصات الأخرى في كون منهجها مصممًا حسب غرض بدلاً من كونه مجرد دمج للأنظمة الحالية.
وقد قامت جامعة كيوتو في اليابان بتقديم دورة رسمية في مجال الدراسات الإنسانية المتكاملة منذ عام 1992 عندما قامت بإعادة تنظيم كلية الآداب والفنون التحررية بها وقامت بتسميتها كلية الدراسات الإنسانية المتكاملة. وبعد ذلك، تم دمج تلك الكلية (في عام 2003) مع كلية الدراسات الإنسانية والبيئية للدراسات العليا من أجل إنشاء كلية الدراسات الإنسانية والبيئية للدراسات العليا.
وقد قامت جامعة أستراليا الغربية بتأسيس مركز الدراسات الإنسانية المتكاملة في بدايات عام 2008. ويهتم هذا المركز بالعلوم والعلوم الاجتماعية والفنون والإنسانيات، كما يركز على الطبيعة ومستقبل البشرية. والاهتمام الرئيسي له يتمثل في تطوير الرفاهية البشرية على مستويات الفرد والمناطق المحلية والعالمية في إطار بيئة مستدامة.
وقد ظهر تكامل المجالات الانضباطية استجابة «لزيادة التخصص في الدورات [الجامعية] للوفاء بمتطلبات التقدم التقني والنمو الاقتصادي والتعليم المهني»  مما أدى إلى تطوير مجالات أكثر صغرًا من الناحية الدراسية على مستوى التعليم العالي. ويرى أنصار الدراسات الإنسانية المتكاملة أن المنهجية الأوسع نطاقًا ومتعددة التخصصات ضرورة لمساعدة القائمين على اتخاذ القرارات في المستقبل على التعرف على التعقيدات المتعلقة بالمشكلات التي تواجه البشرية في القرن الحادي والعشرين وصياغة حلول يمكن تطبيقها.